# Юнкор (фотоаппарат)
«Юнко́р» — среднеформатная бокс-камера, производившаяся на Красногорском механическом заводе с 1959 по 1962 год. Выпущено 168836 штук.
Юнкорами (юными корреспондентами) в СССР называли школьников, пробующих свои силы в журналистике. Предназначенный для детей «Юнкор» был одним из самых дешёвых советских фотоаппаратов. Он представлял собой почти точную копию производившегося в ГДР с 1952 года аппарата «Pouva Start», точнее, компиляцию двух вариантов этого аппарата.

## Технические характеристики
- Размер кадра — 6×6 или 6×4,5 см. Используется 60-мм плёнка с бумажным ракордом (плёнка типа 120).
- Объектив — «перископ», просвётленный, фокусное расстояние 60 мм, с диафрагмой на два положения — 1:8 и 1:11. Объектив складной (ввинчивается вглубь корпуса), нефокусируемый (установлен на гиперфокальное расстояние), глубина резко изображаемого пространства от 2—3 метров до бесконечности.
- Затвор секторный, отрабатывает две выдержки — «М» («моментальная», 1/60 с) и «В» (от руки), не требует предварительного взвода.
- Перемотка плёнки — вручную, маховичком, с контролем номера кадра по цифрам на ракорде плёнки.
- Корпус пластмассовый (бакелитовый) со съёмной задней крышкой.
- В комплект фотоаппарата входили планки-вкладыши для съёмки на формат 6×4,5 см и рамка для контактной печати снимков.

## Галерея

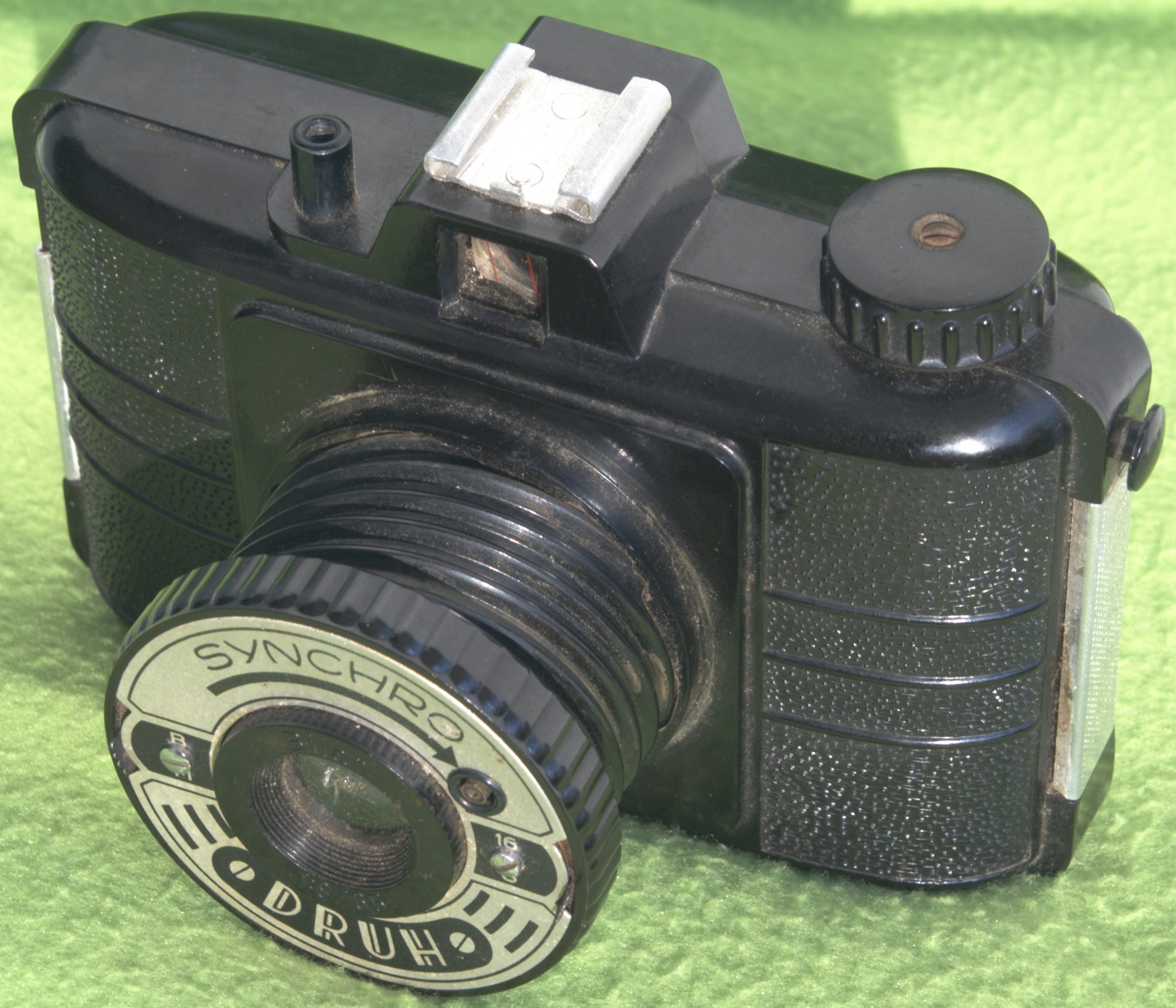
«Druh» (Польша)
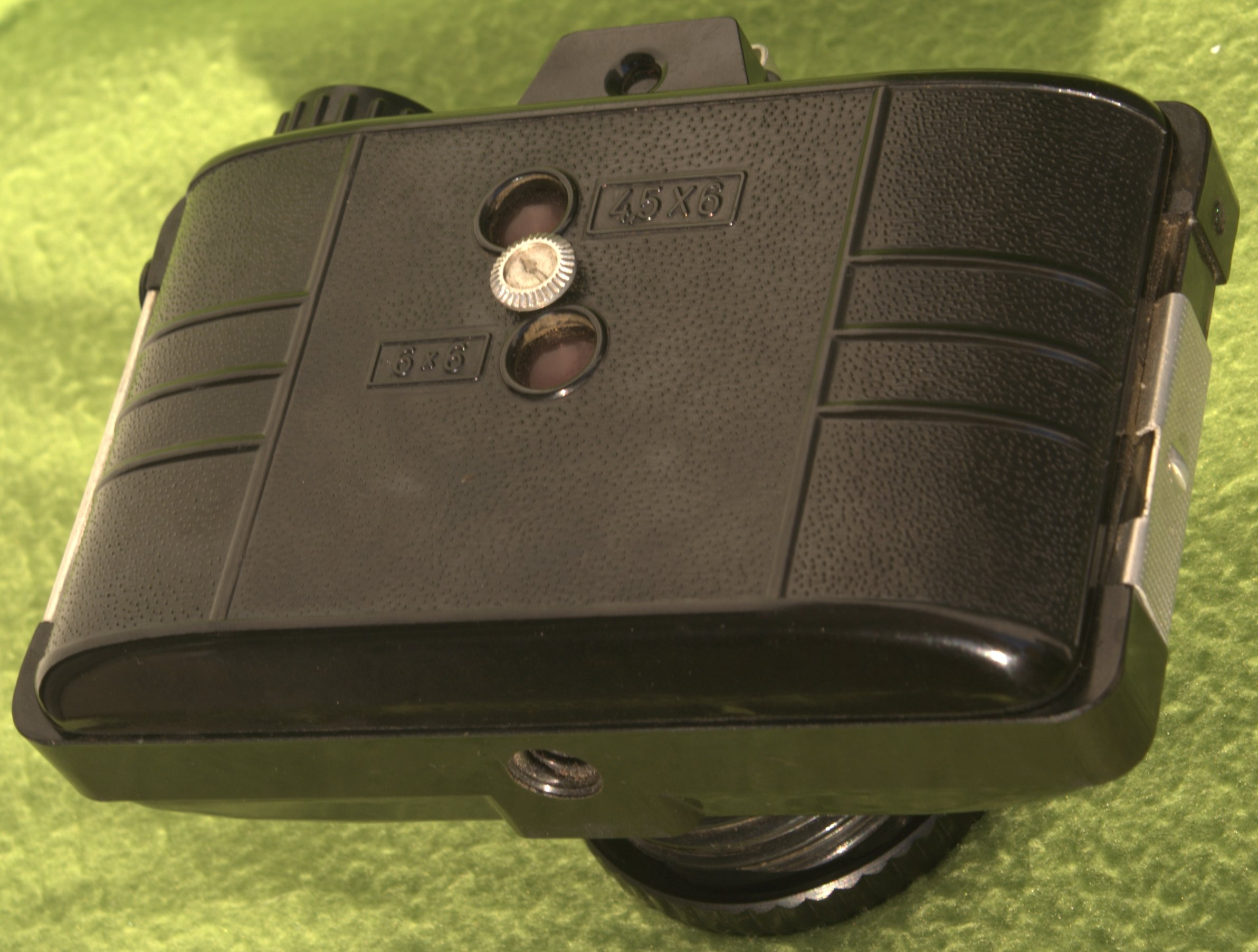
«Druh» сзади
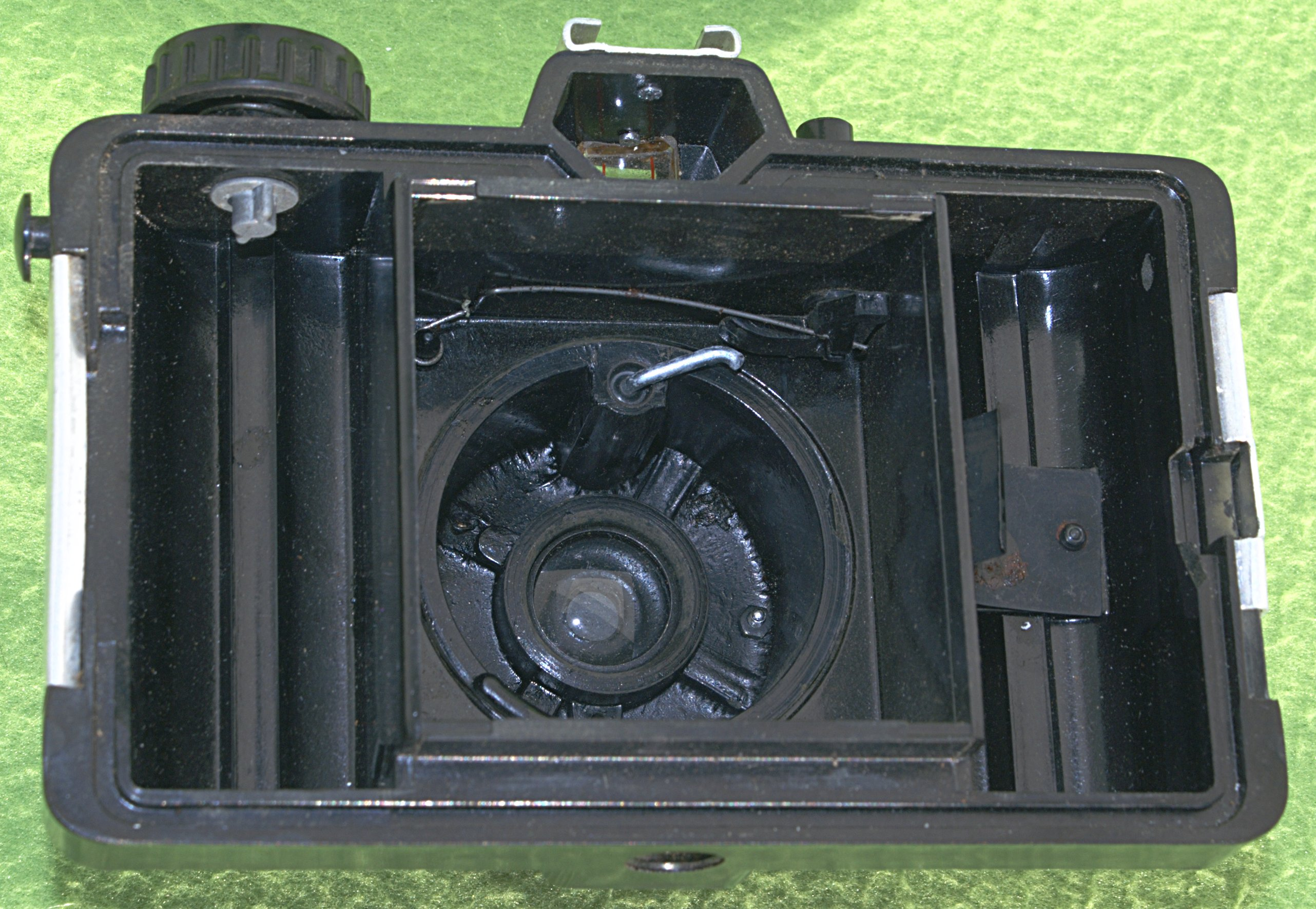
«Druh» в раскрытом виде